# Gestrekte watertreder
De gestrekte watertreder (Haliplus lineatocollis) is een keversoort uit de familie watertreders (Haliplidae). De wetenschappelijke naam van de soort is voor het eerst geldig gepubliceerd in 1802 door Marsham.

## Voorkomen
De soort komt voor in Europa, inclusief de Canarische eilanden, in het noorden tot Denemarken en het zuiden van Zwedeen. Verder is hij te vinden in Anatolië, het noorden van Afrika, Ethiopië en Eritrea.